# Szyroke (rejon berehowski)
Szyroke (ukr. Широке) – wieś na Ukrainie, w obwodzie zakarpackim, w rejonie berehowskim, w hromadzie Wynohradiw. W 2001 liczyła 2411 mieszkańców.